# Antiblemma lothos
Antiblemma lothos là một loài bướm đêm trong họ Erebidae.

## Hình ảnh

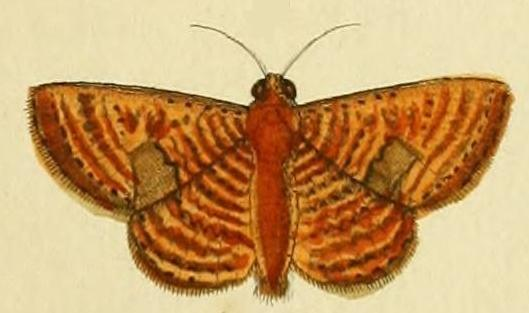
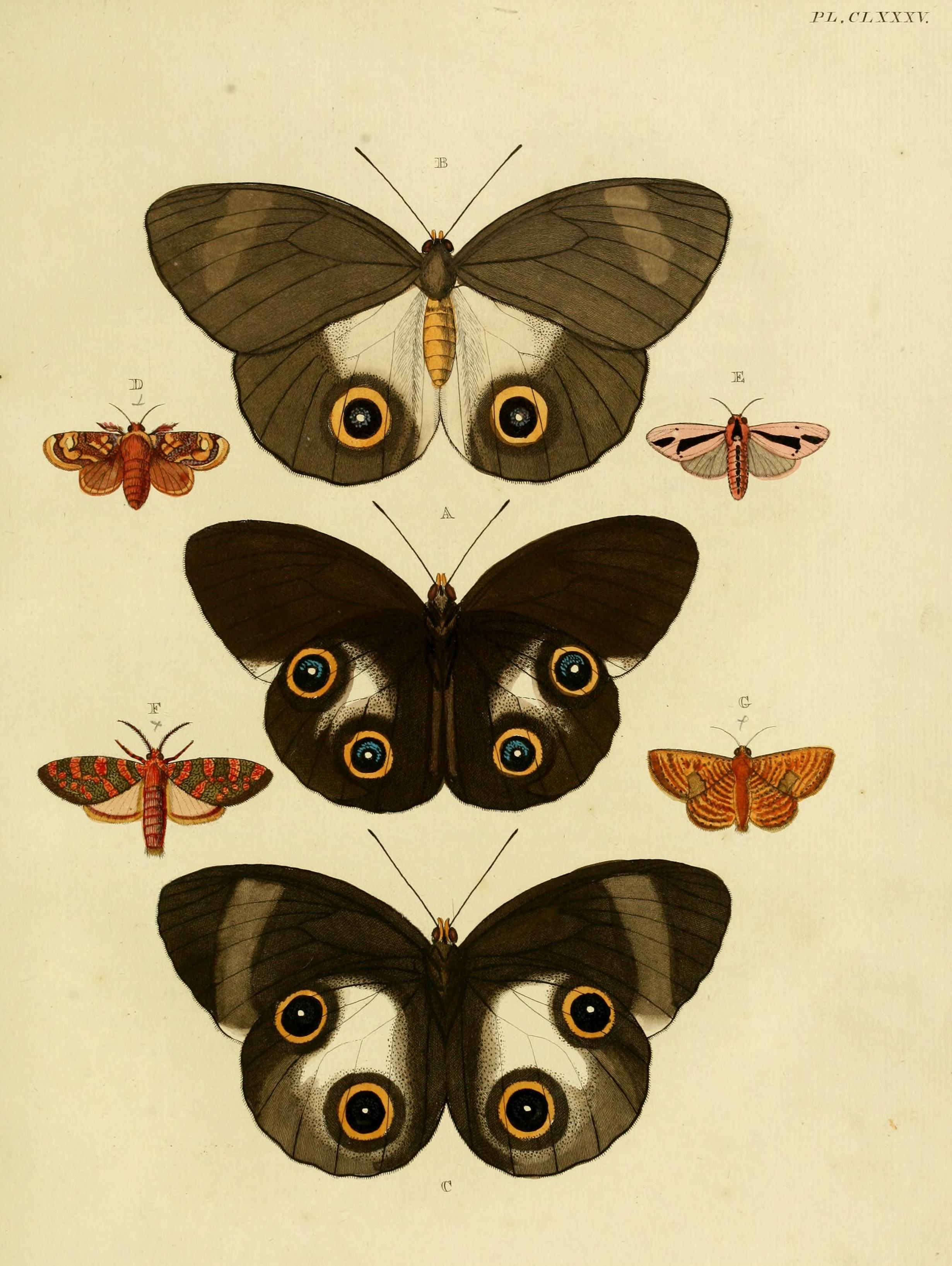